# 2017年夏季世界大學生運動會火炬接力
2017年夏季世界大學生運動會火炬接力是指在2017年6月20日在第一屆夏季世界大學生運動會主辦地義大利杜林母火引燃儀式的一刻開始至燃點至2017年8月19日在臺北田徑場點燃期間的傳遞活動。本次火炬接力分為境內與境外傳遞兩部份，火炬會先由意大利點燃及傳送，再經泰國及大韓民國傳送，最後送抵主辦國中華民國。

## 火炬

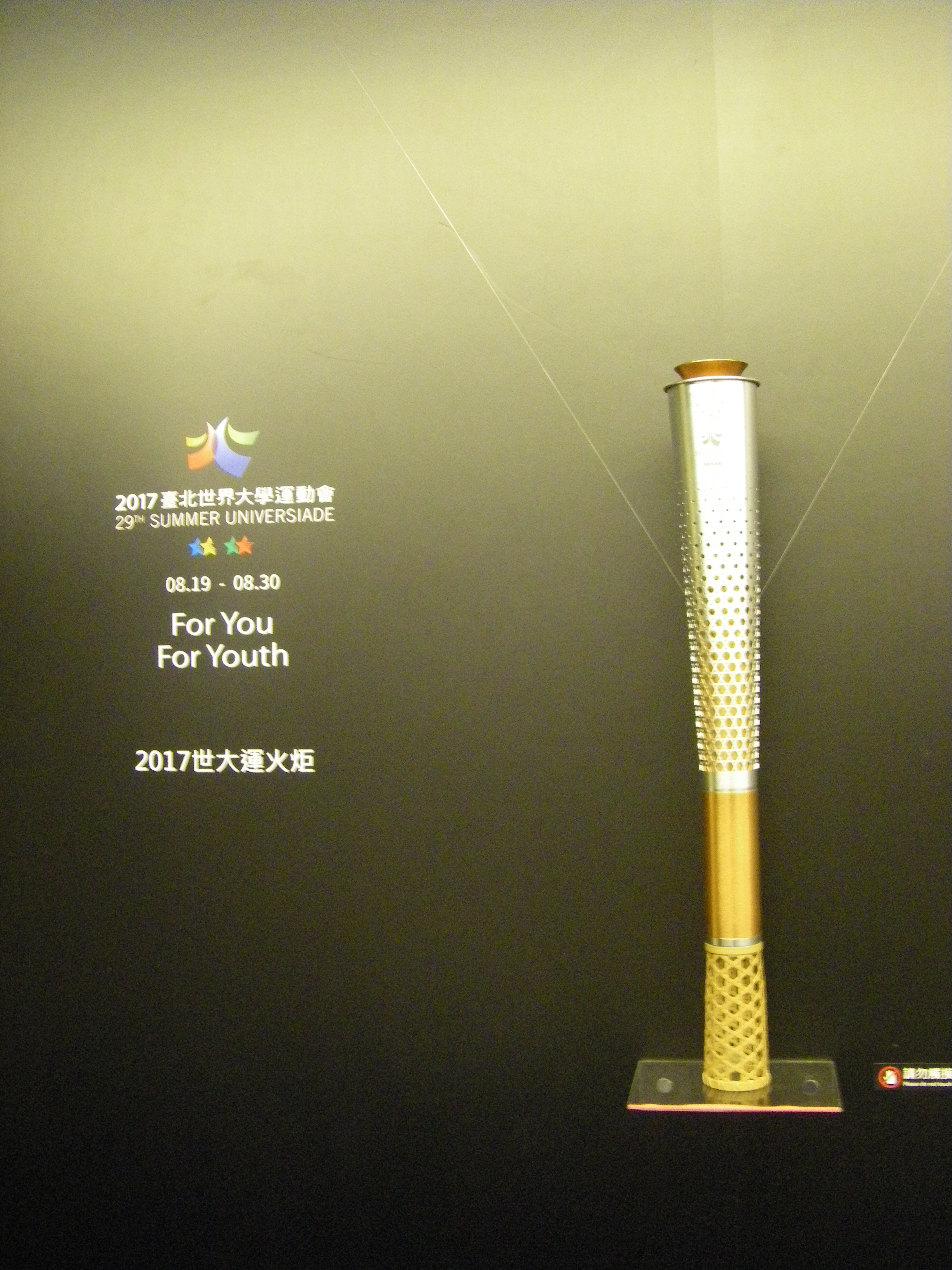
2017年夏季世界大學運動會的火炬

本次火炬設計者為張漢寧與吳協衡，設計理念源於「君子之爭」一詞。意即競賽時，參賽者言行仍合乎禮儀，展現儒雅的君子風範，與竹子在東方文化中象徵高潔、虛心的意涵不謀而合。因此火炬設計加入竹材元素，邀請到臺灣竹編工藝家蘇素任以臺灣傳統六角編織竹編工藝製作火炬承座。火炬錐管則結合現代科技，以五軸雷射切割技術，雕刻出竹編編織造型的孔洞，展現臺灣先進的科技應用。

## 火炬接力傳遞路線
本次火炬接力是臺灣第二次主辦國際級聖火傳遞，國外傳遞城市經執委會多次討論，決定於部份曾經或將會舉辦世界大學生運動會的城市作傳送，擇定四個海外城市作境外傳送。

### 境外傳遞路線
| 火炬境外傳遞路線 | 火炬境外傳遞路線 | 火炬境外傳遞路線 | 火炬境外傳遞路線                                                                                               |
| ---------------- | ---------------- | ---------------- | --- |
| 日期             | 国家／地區       | 城市             | 該城市曾經或將來主辦的賽事                                                                                     |
| 6月20日          | 義大利           | 杜林             | 1959年夏季世界大學生運動會、1970年夏季世界大學生運動會、2006年冬季奧林匹克運動會、2007年冬季大學生運動會主辦地 |
| 6月22日          | 義大利           | 拿坡里           | 2019年夏季世界大學生運動會主辦地                                                                               |
| 6月25日          | 泰國             | 曼谷             | 2007年夏季世界大學生運動會主辦地                                                                               |
| 6月28日          |                  | 大邱             | 2003年夏季世界大學生運動會主辦地                                                                               |

### 境內傳遞路線
| 日期    | 縣市   | 日期    | 縣市   |
| 7月13日 | 澎湖縣 | 8月1日  | 南投縣 |
| 7月15日 | 金門縣 | 8月2日  | 彰化縣 |
| 7月17日 | 連江縣 | 8月4日  | 新竹縣 |
| 7月19日 | 宜蘭縣 | 8月5日  | 新竹市 |
| 7月20日 | 花蓮縣 | 8月6日  | 桃園市 |
| 7月22日 | 苗栗縣 | 8月7日  | 新北市 |
| 7月23日 | 台中市 | 8月8日  | 基隆市 |
| 7月25日 | 台東縣 | 8月10日 | 台北市 |
| 7月26日 | 屏東縣 | 8月11日 | 台北市 |
| 7月27日 | 高雄市 | 8月13日 | 台北市 |
| 7月28日 | 嘉義縣 | 8月14日 | 台北市 |
| 7月29日 | 雲林縣 | 8月15日 | 台北市 |
| 7月30日 | 台南市 | 8月16日 | 台北市 |
| 7月31日 | 嘉義市 | 8月17日 | 台北市 |